# Schönenwirt
Schönenwirt (auch Schönenwerd), im Richterswiler Volksmund oft nur Inseli genannt, ist eine Insel im Zürichsee. Sie gehört zur Gemeinde Richterswil und ist die drittgrösste natürliche Insel im Zürichsee und zugleich die grösste natürliche Zürichseeinsel auf dem Gebiet des Kantons Zürich.

## Name
Der in älteren kartographischen Dokumenten verwendete Name der Insel ist «Schönenwerd». Schönenwerd bedeutet «schöne Insel». Das Grundwort «-werd» geht auf althochdeutsch werid beziehungsweise mittelhochdeutsch wert zurück und bedeutet «Insel, von Wasser umgebenes Land». Die Bezeichnung Insel Schönenwerd ist damit sprachgeschichtlich gesehen pleonastisch. Die lokal ebenfalls gebräuchliche Variante «Schönenwirt» ist eine Umdeutung des nicht mehr durchsichtigen ursprünglichen Namens.

## Geographie
Die Insel Schönenwirt liegt im südlichen Teil des Zürichsees in der Richterswiler Bucht direkt an der Kantonsgrenze zwischen dem Kanton Zürich und dem Kanton Schwyz. Die Insel gehört zur Gemeinde Richterswil und liegt vollständig auf dem Gebiet des Kantons Zürich. Ihr südliches Ende markiert die Grenze zum Kanton Schwyz. Die Entfernung zum Ufer bei Bäch SZ (Gemeinde Wollerau) beträgt rund 230 m; die kürzeste Distanz an das Ufer auf Richterswiler Gemeindegebiet beträgt rund 260 m.
Die Insel umfasst rund 1885 m² bei einer maximalen Länge von 72 m und einer maximalen Breite von 42 m. Die Fläche, die über Wasser liegt, variiert je nach Wasserspiegel des Zürichsees. Die Insel liegt auf rund 406 m ü. M. und hat keine nennenswerten Erhöhungen. Es ist anzunehmen, dass sie beim Rückzug des Linthgletschers aus Gletscherschutt entstanden ist.

## Geschichte

### Besitzverhältnisse
Bis ins 19. Jahrhundert blieben die Besitzverhältnisse der sogenannten «Hafengüter» bei Richterswil sowie die Hoheitsrechte über den Zürichsee, die auch die Schönenwirt betrafen, umstritten. Sowohl der Kanton Zürich als auch der Kanton Schwyz erhoben ihre Ansprüche darauf. Eine Klärung erfolgte erst mit dem Staatsvertrag vom 19. Mai 1841, in dem in Art. 6 die Insel Schönenwerd definitiv dem Kanton Zürich zugeschlagen wurde.
Da die Insel noch keinen eigentlichen Besitzer hatte, bemühten sich zwischen 1843 und 1848 wiederholt Privatleute um deren Besitz. 1843 stellte der Richterswiler Bezirksarzt Dr. Schmid beim kantonalen Rat des Innern ein Gesuch, ihm die Insel zu überlassen, um darauf eine sanitarische Anstalt für geistig Leidende einzurichten. Erst als die Gemeinde ihren eigenen Anspruch darauf erhob, zog der Arzt sein Projekt zurück. 1844 wurde beim Rat des Innern ein Gesuch eingereicht, auf der Insel eine Badeanstalt zu errichten; auch dieses Projekt scheiterte. 1848 interessierte sich schliesslich der Richterswiler Wirt David Theiler für die Insel und die Fischgründe, die sich darum herum befinden. Um den Verkauf an einen Privaten zu verhindern, erbat daraufhin die Gemeinde zunächst beim Bezirksrat und schliesslich in einem Brief an den Regierungsrat, dass die Insel der Gemeinde zuzusprechen sei. Als Argumente wurden geltend gemacht, dass Richterswil ein Servitutrecht auf das Grundstück habe, weil die Insel schon seit langer Zeit den Richterswilern als Badeort diene und man zu diesem Zweck Sträucher darauf gepflanzt habe. Zudem habe die Gemeinde der vielen Landanlagen wegen keinen andern sichern Badort aufzuweisen.
Um die Besitzverhältnisse definitiv zu klären, beschloss der Kanton, eine öffentliche Versteigerung der Insel am 6. Oktober 1848. Das einzige Angebot kam von der Gemeinde Richterswil, es betrug 100 Franken. Der Kauf wurde am 21. Oktober 1848 vom Regierungsrat ratifiziert; der Kaufbrief, der am 5. Januar 1849 besiegelt wurde und im Gemeindearchiv in Richterswil aufbewahrt wird, bestätigt den rechtmässigen Verkauf. Eingeschlossen in den Kaufpreis war lediglich die Insel, nicht aber die Fischenzen (Fischgründe). Zudem wird im Kaufvertrag festgehalten, dass alle Bauten, die über die mit Pfählen bezeichnete Fläche der Insel hinausgehen, der Genehmigung der kantonalen Behörden bedürfe.

### Nutzung

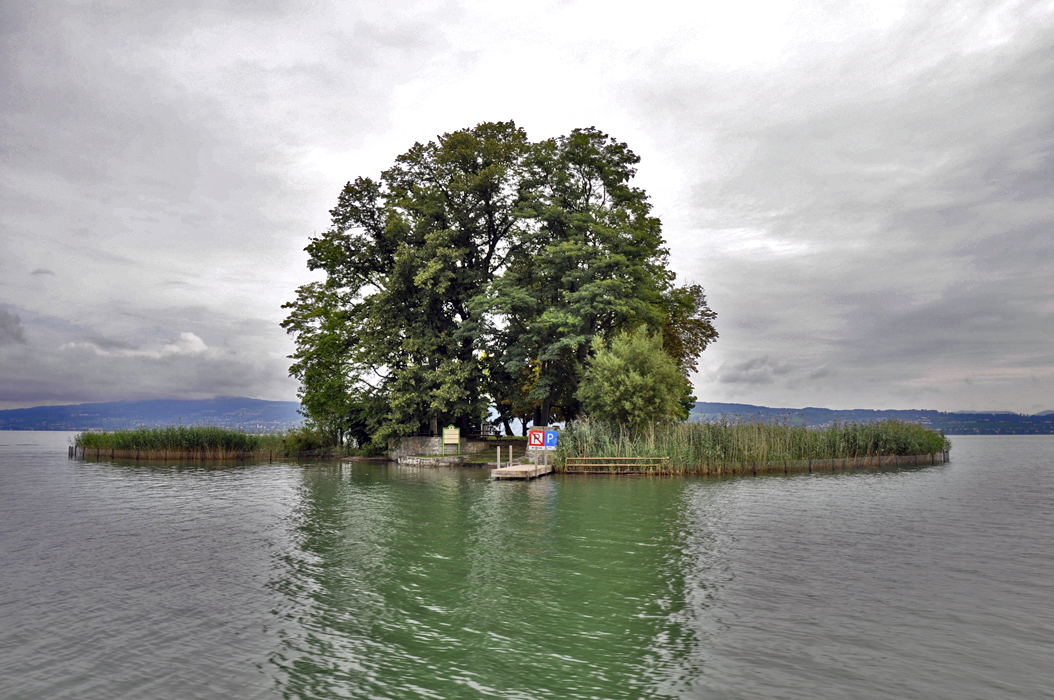
Gesamtansicht der Insel

Die Insel ist unbewohnt und zu klein für eine landwirtschaftliche Nutzung. Stattdessen diente sie seit früher Zeit als Badeort. Auch nach dem Kauf durch die Gemeinde Richterswil 1848 diente das Inseli vorrangig diesem Zweck, weshalb in der zweiten Hälfte des 19. Jahrhunderts die entsprechende Infrastruktur errichtet wurde: Auf der Ostseite entstanden zwei sechseckige Männerbadehäuser sowie nördlich der Insel ein Frauenbadehaus, das über einen Steg erreichbar war. Nach Verwüstungen durch Unwetter 1917 musste die Badeanlage 1918 erneuert werden. Neben einigen Reparaturen wurden die vollständig zerstörten Männerbadehäuser durch neue, nun achteckige Bauten ersetzt. Um einen geregelten Badebetrieb zu gewährleisten, erliess der Gemeinderat am 19. Juni 1919 eine Verordnung über den Besuch der Insel, die unter anderem festhielt, dass Hunde auf der Insel verboten seien, die Besucher die Insel sauber zu halten hätten und dass das Betreten der Insel mit «Badkostüm» untersagt sowie das Aus- und Ankleiden nur in den dafür vorgesehenen Badehäusern erlaubt sei. Die Männerbadehäuser aus der Zeit der Jahrhundertwende finden sich noch heute auf der Insel, das Frauenbadehaus wurde abgerissen. Die Infrastruktur wurde seit geraumer Zeit durch eine Feuerstelle ergänzt.
Neben dem Badebetrieb diente die Insel gelegentlich Festen, die von lokalen Vereinen wie den Sportfischern, dem Seeclub oder dem Segelverein organisiert wurden. Zudem wurde sie auch wiederholt von den Richterswilern Behörden benutzt, die in den Sommermonaten zuweilen Sitzungen auf der Insel abhielten.
Noch heute ist die Insel lediglich per Privatboot oder schwimmend zu erreichen. Während der Seegfrörnen von 1929, 1946 und 1963 war die Insel jedoch zu Fuss erreichbar. Der Verkehrs- und Wirteverein betrieben zu dieser Gelegenheit gemeinsam eine Gastwirtschaft auf der Insel.

## Trivia
In der vom Schweizer Fernsehen SRF im Jahr 2022 produzierten Folge Schattenkinder der Fernsehserie Tatort findet der dramatische Höhepunkt in einer Szene auf der Insel statt.